# Anger (Steiermark)
Anger ist eine im Bezirk Weiz gelegene Marktgemeinde des österreichischen Bundeslandes Steiermark mit 3992 Einwohnern (Stand 1. Jänner 2025).
Im November 2012 wurde die Zusammenlegung der Gemeinden Anger, Baierdorf bei Anger, Feistritz bei Anger und Naintsch einstimmig beschlossen, die mit 1. Januar 2015 im Rahmen der Gemeindestrukturreform der Steiermark zur neuen Marktgemeinde Anger fusionierten.

## Geografie

### Geografische Lage
Anger liegt an der Feistritz, etwa 40 km nordöstlich von Graz, 13 km nordöstlich der Bezirkshauptstadt Weiz und 10 km südlich von Birkfeld. Die Marktgemeinde reicht in den Naturpark Almenland.

### Gemeindegliederung
Anger wird seit der Gemeindefusionierung 2015 in acht Ortsteile gegliedert (Bevölkerung Stand 1. Jänner 2025):
- Anger (826)
- Ehemalige Gemeinde Feistritz bei Anger:
  - Oberfeistritz (763)
  - Viertelfeistritz (288)
- Ehemalige Gemeinde Baierdorf bei Anger:
  - Baierdorf-Dorf (219)
  - Baierdorf-Umgebung (861)
  - Fresen (493)
- Ehemalige Gemeinde Naintsch:
  - Naintsch (437)
  - Offenegg (105)

Die Marktgemeinde gliedert sich weiters in die sechs Katastralgemeinden (Fläche Stand 31. Dezember 2023):
- Anger (196,8 ha)
- Baierdorf (1.633,09 ha)
- Naintsch (2.286,85 ha)
- Oberfeistritz (347,3 ha)
- Offenegg (473,37 ha)
- Viertelfeistritz (446,64 ha)

### Nachbargemeinden
Fünf der sechs Nachbargemeinden liegen im Bezirk Weiz.
| Sankt Kathrein am Offenegg | Birkfeld                                    | Pöllau (Bez. Hartberg-Fürstenfeld) |
|                            | Kompassrose, die auf Nachbargemeinden zeigt |                                    |
| Thannhausen                | Puch bei Weiz                               | Floing                             |

### Gemeindefusion
Mit 1. Jänner 2015 fusionierten die umliegenden Gemeinden Baierdorf bei Anger, Feistritz bei Anger und Naintsch mit Anger zu einer neuen Großgemeinde. Dadurch erhöhte sich die Gemeindefläche von vorher 1,97 km² auf 53,84 km². Die Bevölkerungszahl stieg von 829 auf 4.126 Einwohner. Anger liegt hinsichtlich der Flächen- und Einwohnerzahl auf Platz 6 im Bezirk Weiz.

## Geschichte

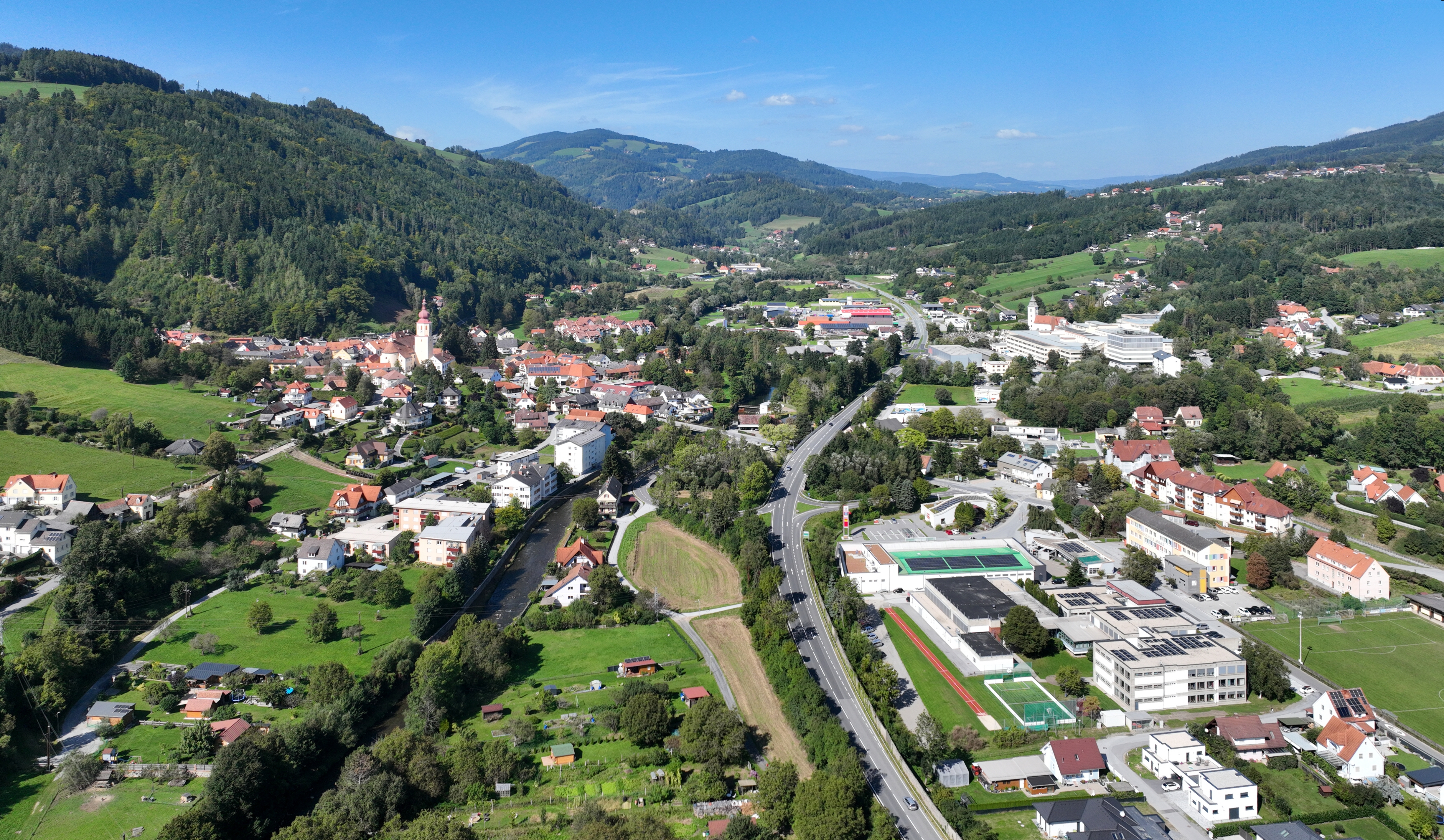
Ortsansicht von Anger

### Römische und slawische Siedlungen
Anger war im 2. und 3. nachchristlichen Jahrhundert von Bewohnern des Römischen Reichs besiedelt. In der zweiten Hälfte des 6. Jahrhunderts drangen als Volksgruppe die Slawen in die Steiermark ein. Der durch Anger fließende Fluss Feistritz heißt übersetzt ‚reißender Bach‘ und deutet auf eine slawische Besiedlung hin.

### Burg Waxenegg, Kirche in Anger und Marktrechte
Die Burg Waxenegg (heute: Burgruine Waxenegg) wurde 1217 als „Wesseneck“ erstmals urkundlich erwähnt und ist der früheste urkundliche Beleg des gesamten Bereiches um Anger und auch des oberen Feistritztales.
Im März 1364 wurde Anger selbst erstmals urkundlich erwähnt. Einige Jahre später im Jahre 1379 erhielt die Kirche in Anger pfarrliche Rechte. Die Kirche selbst ist dem hl. Andreas geweiht. Im Jahr 1389 wurde Anger erstmals als Markt bezeichnet.

### Steinpeißhaus (Freihaus) zu Anger, Vierzehn-Nothelfer-Kirche

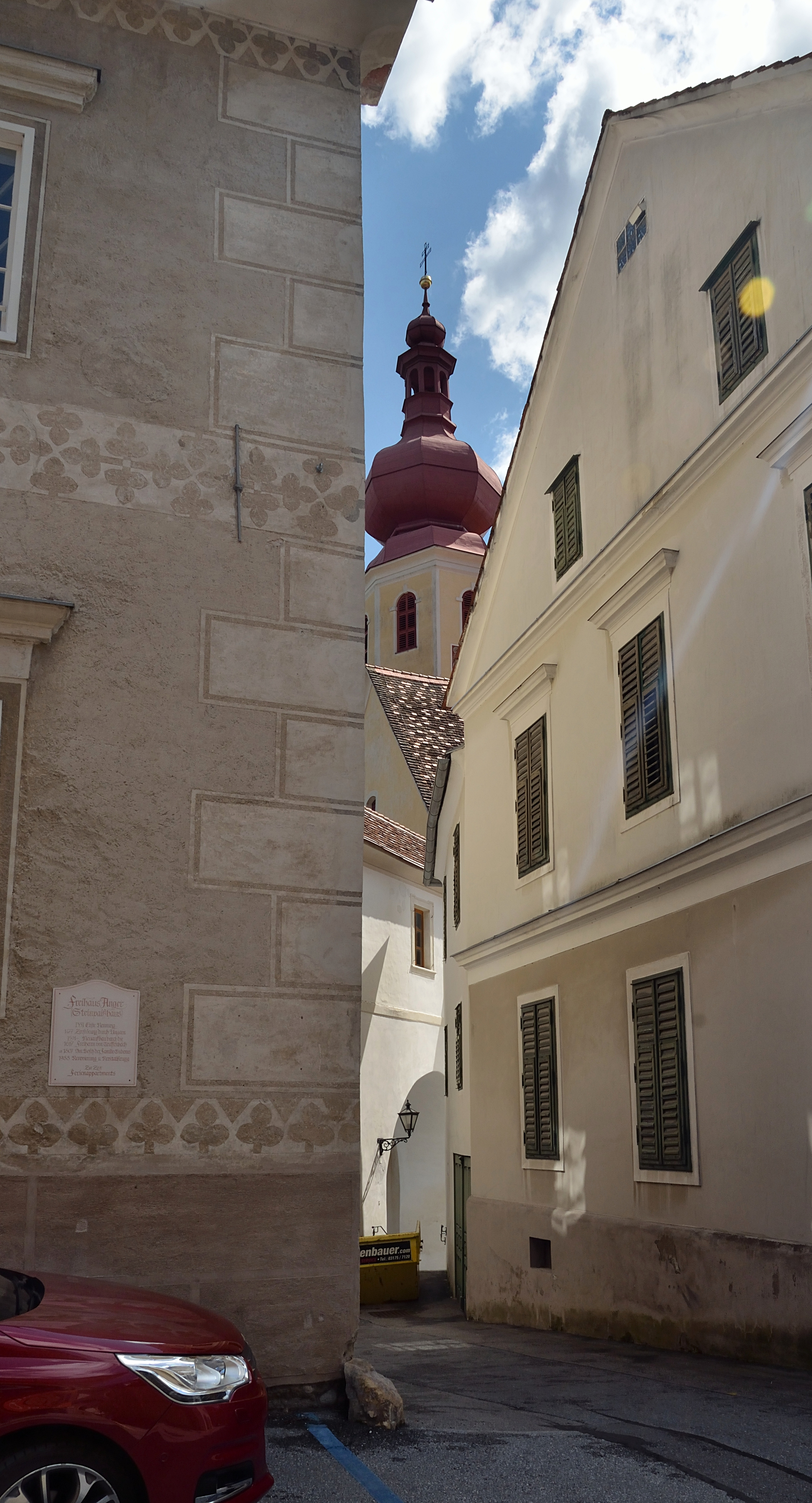
Stainpeißhaus mit Gedenktafel und im Hintergrund Pfarrkirche Anger

Das heute noch zu besichtigende Freihaus Anger (Stainpeißhaus, auch Steinpeisshaus) ist nach den Besitzern, dem Adelsgeschlecht derer von Steinpeiss, benannt. Sie waren einst Ministerialien derer von Stubenberg (Adelsgeschlecht), später Freiherren und Grafen. Das Haus wurde laut der Tafel, die am Haus hängt, zuerst 1351 genannt. 1477 zerstörten die Ungarn das Haus. Es gelangte 1507 an die Freiherren von Teuffenbach zu Mayerhofen, die es von 1591 bis 1617 neu aufbauten. 1807 kam es in den Besitz derer von Gudenus (Adelsgeschlecht). 1988 erfolgte die Renovierung und Revitalisierung des Stainpeißhauses.
Die zweite Kirche in Anger, die Vierzehn-Nothelfer-Kirche, wurde wohl bereits vor der Zeit der Reformation errichtet, da die im Westportal eingemeißelte Jahreszahl darauf hindeutet.

### Grunduntertänigkeit und ihre Aufhebung
1556 standen im Markt Anger 23 Häuser. 1650 gab es im Markt Anger 18 verschiedene Berufe wie z. B. Lederer, Leinweber und Hafner, Bäcker, Tuchmacher, Schmied. Im Jahr 1663 gelangte Waxenegg mitsamt den beiden Burgen und den Untertanen in den Besitz der Freiherrn und späteren Grafen von Webersberg, die ein Jahrhundert lang als Burg- und Herrschaftsinhaber fungierten. Die Familie der Werbersberg starb letztlich aus. Danach ersteigerte Johann Graf Khevenhüller-Metsch die Herrschaft Waxenegg und verlegte die Verwaltung nach Thannhausen.
Die Herrschaft von Waxenegg wechselte zu Beginn des 19. Jahrhunderts. Nachdem 1799 Karl August Fürst von Brentzenheim Besitzer der Herrschaft war, erwarb 1806 Ferdinand Reichsfreiherr von Gudenus sowohl Waxenegg als auch das Steinpeißhaus in Anger.
1848 erfolgte die Aufhebung der Grunduntertänigkeit, Bauern und Bürger wurden zu persönlich freien Eigentümern ihres Besitzes. Die Verwaltung übernahmen neu geschaffene Ortsgemeinden. Aus den Dorf- und Marktrichtern wurden Gemeindevorsteher und Bürgermeister.

### Bevölkerungsentwicklung
| Anger: Einwohnerzahlen von 1869 bis 2024            | Anger: Einwohnerzahlen von 1869 bis 2024 | Anger: Einwohnerzahlen von 1869 bis 2024 | Anger: Einwohnerzahlen von 1869 bis 2024 | Anger: Einwohnerzahlen von 1869 bis 2024 |
| --------------------------------------------------- | ---------------------------------------- | ---------------------------------------- | ---------------------------------------- | ---------------------------------------- |
| Jahr                                                |                                          |                                          |                                          | Einwohner                                |
| 1869                                                | 1869                                     |                                          | 2.591                                    | 2.591                                    |
| 1880                                                | 1880                                     |                                          | 2.640                                    | 2.640                                    |
| 1890                                                | 1890                                     |                                          | 2.789                                    | 2.789                                    |
| 1900                                                | 1900                                     |                                          | 2.740                                    | 2.740                                    |
| 1910                                                | 1910                                     |                                          | 3.215                                    | 3.215                                    |
| 1923                                                | 1923                                     |                                          | 3.089                                    | 3.089                                    |
| 1934                                                | 1934                                     |                                          | 3.187                                    | 3.187                                    |
| 1939                                                | 1939                                     |                                          | 3.173                                    | 3.173                                    |
| 1951                                                | 1951                                     |                                          | 3.529                                    | 3.529                                    |
| 1961                                                | 1961                                     |                                          | 3.571                                    | 3.571                                    |
| 1971                                                | 1971                                     |                                          | 3.756                                    | 3.756                                    |
| 1981                                                | 1981                                     |                                          | 3.995                                    | 3.995                                    |
| 1991                                                | 1991                                     |                                          | 4.269                                    | 4.269                                    |
| 2001                                                | 2001                                     |                                          | 4.421                                    | 4.421                                    |
| 2011                                                | 2011                                     |                                          | 4.179                                    | 4.179                                    |
| 2021                                                | 2021                                     |                                          | 3.951                                    | 3.951                                    |
| 2024                                                | 2024                                     |                                          | 3.988                                    | 3.988                                    |
| Quelle(n): Statistik Austria, Gebietsstand 1.1.2021 |                                          |                                          |                                          |                                          |

## Kultur und Sehenswürdigkeiten
- Schloss Külml

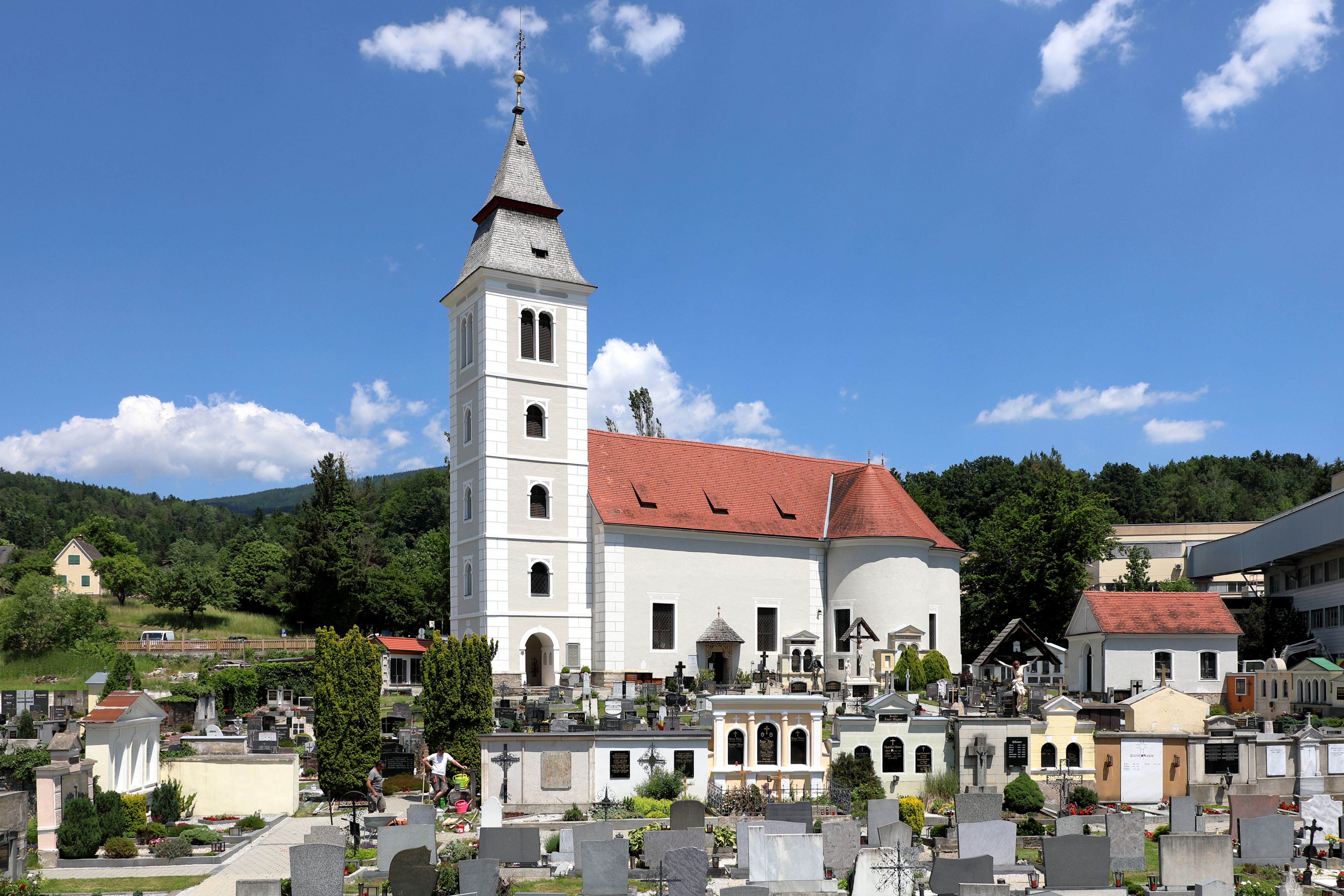
Vierzehnnothelferkirche

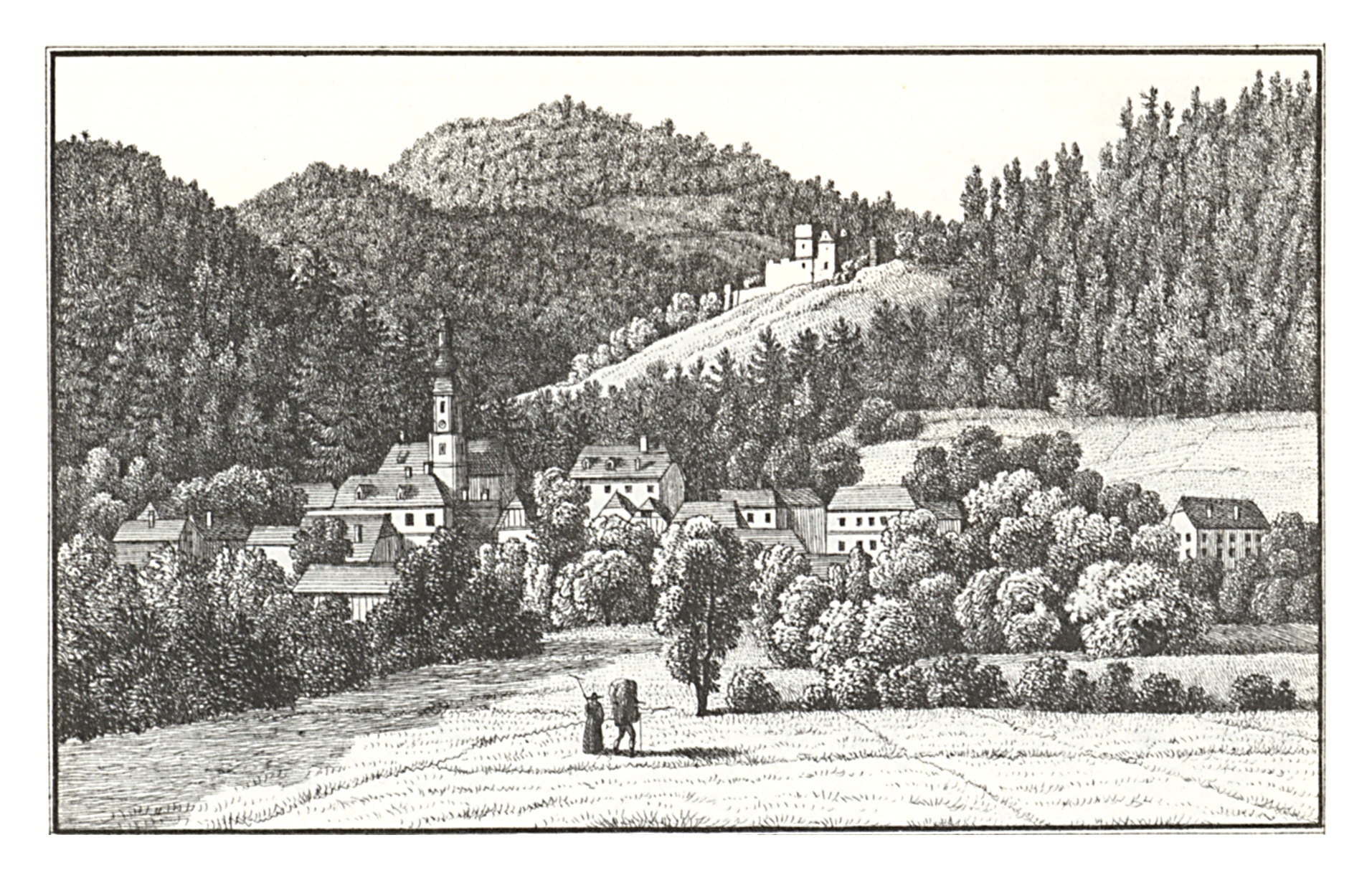
Anger mit Burgruine Wachseneck um 1830,
Lith. Anstalt J.F. Kaiser, Graz

- Katholische Pfarrkirche Anger hl. Andreas mit Jann-Orgel
- Katholische Wallfahrtskirche Maria Heilbrunn
- Vierzehnnothelferkirche[4]
- Heimatmuseum Rauchstubenhaus
- Stainpeißhaus
- Brandluckner Huab’n Theater

### Freizeitangebote
- Feistritztal-Radweg R8
- Feistritztalbahn
- Freibad Anger

### Verbände und Kultur
Im Jahr 1888 wurde die Freiwillige Feuerwehr Anger gegründet, 1897 der „Angerer Musikverein“. Beide Verbände bestehen bis heute.
Gegen Ende des 19. Jahrhunderts erlangte Anger Bekanntheit als Sommerfrische, die von vielen Gästen, insbesondere aus Ungarn, besucht wurde. Zu den prominentesten Urlaubsgästen zählte der ungarische Musiker und Komponist Béla Bartók, der 1921 in Anger weilte. 1997 urlaubte die österreichische Fußballlegende Toni Polster in der Gemeinde.
Anger ist seit 2011 Zentrum des KOMM.ST-Kunstfestivals. Das Festival bringt internationale Künstler verschiedener Disziplinen, darunter Maler, Roboterbauer, Magier und Musiker, in die ländliche Gegend. Das Festival bietet neben eigens geschriebenen Theaterstücken, die in lokalen Gasthäusern aufgeführt werden, auch große Konzerte und Ausstellungen junger regionaler Künstler in Kirchen und anderen öffentlichen Räumen.

## Wirtschaft und Infrastruktur

### Verkehr
Durch Anger verläuft die Weizer Straße B 72 von Graz nach Krieglach und die Feistritztalbahn von Weiz nach Birkfeld.
1911 wurde die Feistritztalbahn in Betrieb genommen und die Region damit verkehrsmäßig erschlossen. 1973 wurde der Personenverkehr eingestellt, seit 2015 erfolgt auch kein Gütertransport mehr. Die Strecke wird heute lediglich touristisch genutzt.
Für öffentlichen Verkehr sorgen die Busse des steirischen Verkehrsverbunds, die die Gemeinde unter anderem mit Weiz, Hartberg und Birkfeld verbinden.

### Ansässige Unternehmen
Anger verfügt über viele Klein- und Mittelbetriebe unterschiedlichster Branchen bzw. diverse Nahversorger und Banken. Der größte Betrieb in der Gemeinde ist der Stammsitz der ADA Möbelwerke. Rund 370 Mitarbeiter sind am Standort im Ortsteil Baierdorf beschäftigt.

### Tourismus
Die Gemeinde bildet gemeinsam mit Feistritztal, Floing, Puch bei Weiz und Stubenberg den Tourismusverband „Apfelland Stubenbergsee“. Dessen Sitz ist in Stubenberg.

### Bildung
- Kindergarten Anger
- Volksschule Anger
- Neue Mittelschule Anger, Pädagogischer Panther 2007[11]
- Musikschule Birkfeld – Außenstelle Anger

## Politik

### Bürgermeister
- 1995–2006 Josef Fetz
- 2006–2024 Hubert Höfler (ÖVP)[12]
- seit 2024 Hannes Grabner (ÖVP)[13]

### Wappen
Blasonierung: „In Rot auf silbernem Dreiberg ein mit seinen beblätterten Ästen den Schild nach oben und zu den Rändern hin ausfüllender silberner Lindenbaum.“
Wappengeschichte: Die Neuverleihung des Gemeindewappens für die Fusionsgemeinde erfolgte mit Wirkung vom 25. Jänner 2018. Alle Vorgängergemeinden hatten je ein Gemeindewappen. Das Marktwappen von Anger findet sich bereits auf einem Siegelstock des Jahres 1544 und zeigt auf rotem Grund eine stilisierte Linde auf einem Dreiberg. Wegen der Gemeindezusammenlegung verloren alle Wappen mit 1. Jänner 2015 ihre offizielle Gültigkeit.

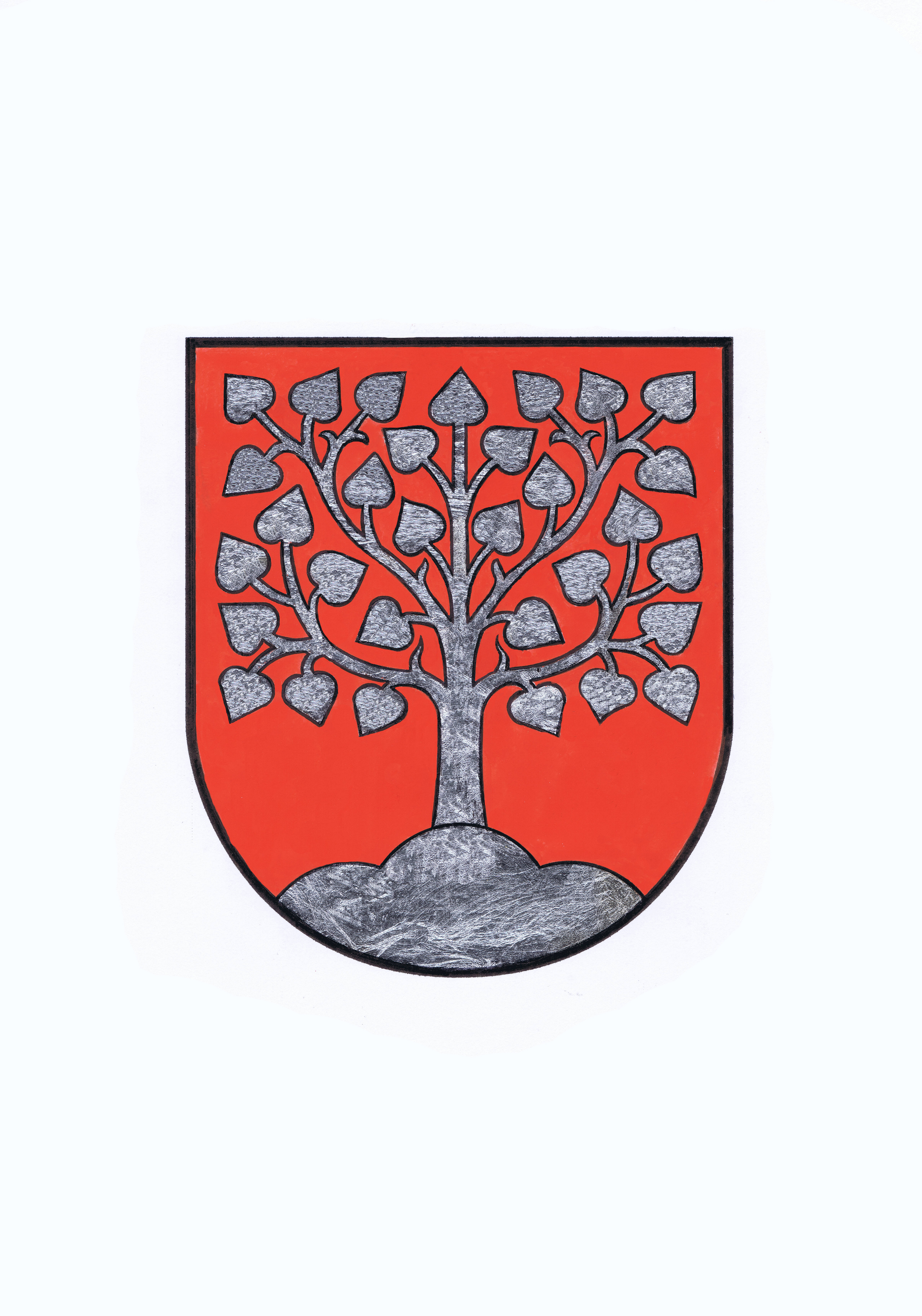
Wappen von Anger, offiziell seit 25. Jänner 2018
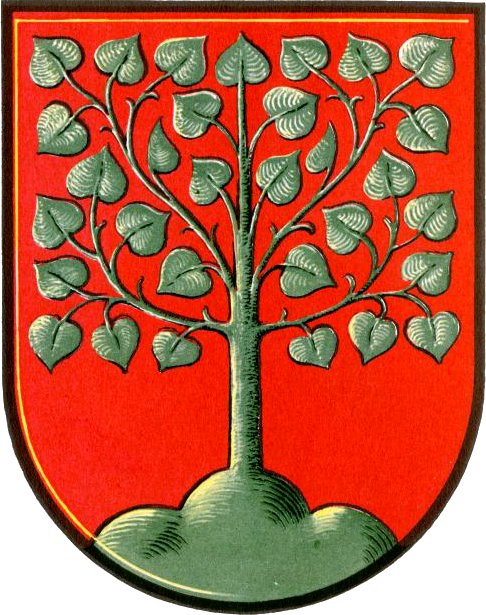
Ehemaliges Wappen der Marktgemeinde Anger
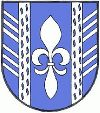
Ehemaliges Wappen von Baierdorf bei Anger
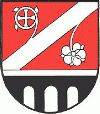
Ehemaliges Wappen von Feistritz bei Anger
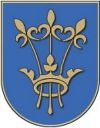
Ehemaliges Wappen von Naintsch

## Persönlichkeiten

### Ehrenbürger
- 1929: Johann Haubenhofer, Altbürgermeister von Anger[15]
- 1968: Franz Wegart (1918–2009), Landesrat[16]
- 2017: Alois Almer
- 2017: Herlinde Almer
- 2020: Franz Neuhold, Alt-Bürgermeister von Feistritz bei Anger
- 2020: Johann Schaffler, Alt-Bürgermeister von Baierdorf bei Anger[17]

### Söhne und Töchter der Gemeinde
- Ferdinand Berger (1851–1925), Politiker (CS)
- Josef Hollersbacher (1879–1951), Politiker (CS)
- Hugo Dornhofer (1896–1977), Politiker (Zentrum, CDU)
- Peter Stoppacher (1925–2008), Politiker (ÖVP)
- Hannes Schwarz (1926–2014), Maler
- Fritz Hakl (1932–2012), Kammerschauspieler und Ensemblemitglied des Wiener Burgtheaters
- Gerald Tychtl (* 1941), Politiker (SPÖ)
- Manfred Wiener (1961–2013), Musiker, -pädagoge, Komponist und Arrangeur
- Joe Tödtling (* 1979), Stuntman, Stunt-Koordinator und Schauspieler

### Mit Anger verbundene Persönlichkeiten
- Lukas Schweighofer (* 1986), Fernseh- und Radiomoderator